# 西郷村立西郷第二中学校
西郷村立西郷第二中学校（にしごうそんりつ にしごうだいにちゅうがっこう）は、福島県西白河郡西郷村大字小田倉にある公立中学校である。

## 概要
校地内に「希望ヶ丘」という丘がある。

## 沿革
- 1947年4月25日 - 小田倉小学校に併置する形で創立。[1]
- 1948年3月31日 - 校舎移転。
- 1952年10月1日 - 校章制定。
- 1957年5月14日 - 校歌制定。（作詞：草野心平、作曲：藤井凡大）
- 1965年3月31日 - 校旗制定。
- 2015年5月 - マスコットキャラクター「キボーヌ」誕生。
- 2017年7月1日 - 創立70周年記念式典開催。

## 年間行事
- 4月 - 入学式、対面式、学習旅行
- 5月 - 中間テスト
- 6月 - 期末テスト
- 7月 - 校内絵を描く会、夏休み（～8月）
- 8月 - 少年の主張大会、英語弁論大会
- 9月 - 3年修学旅行、2年職場体験、中間テスト
- 10月 - 紫苑祭（文化祭）
- 11月 - 期末テスト
- 12月 - 冬休み（～1月）
- 1月 - スペリングコンテスト
- 2月 - 学年末テスト、生徒会反省集会
- 3月 - 同窓会入会式、表彰式、卒業式

## 部活動
- 野球部（男子）
- バスケットボール部（男子・女子）
- バレー部（女子）
- ソフトテニス部（男子・女子）
- サッカー部
- 卓球部（男子・女子）
- 剣道部（男子・女子）
- 柔道部（男子・女子）
- 吹奏楽部
- 科学部
- 特設陸上部
- 特設合唱部
- 特設駅伝部

## 通学区域
- 上新田、原中、山下、中島、上野原、大平、黒川、稗返、大清水、一の又、伯母沢、黒森、馬場坂、下新田（国道4号より東南）[2]

## 進学前小学校
- 西郷村立小田倉小学校[2]

## 出身者
- 佐藤勇（元プロ野球選手）
- 松本京志郎（元プロ野球選手）
- 矢貫俊之（元プロ野球選手）

## 交通アクセス
- 鉄道　東日本旅客鉄道東北本線 新白河駅より約5km
- バス　福島交通「西郷二中前」下車